# Fünfte Fruchtfolge

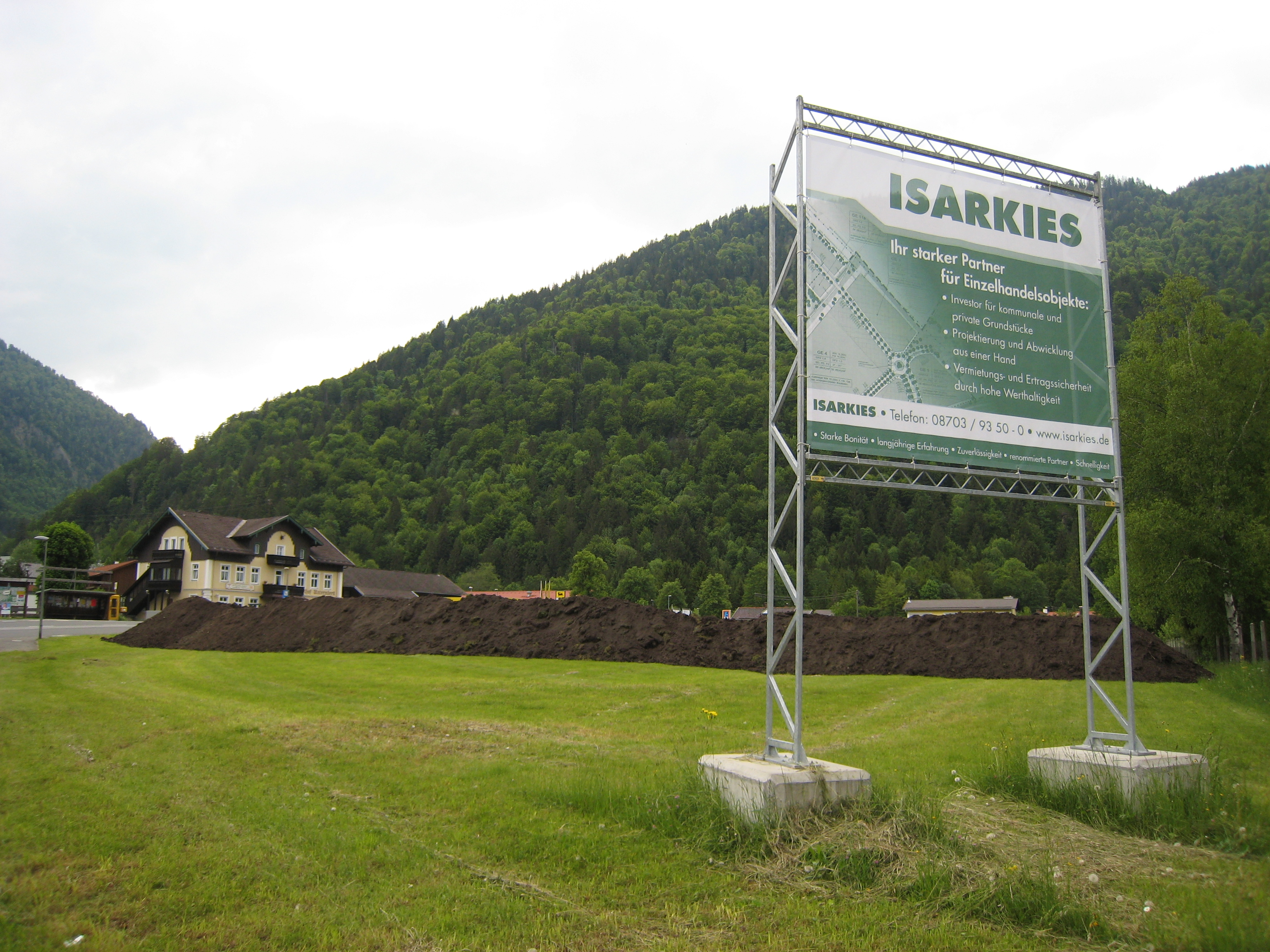
Beispiel für eine „fünfte Fruchtfolge“: Aus Weideland wurde ein Supermarkt-Bauplatz (hier in einer bayerischen Gemeinde, 2009).

Fünfte Fruchtfolge, teils auch goldene Fruchtfolge, ist eine deutsche Redewendung und bezeichnet bei der baurechtlichen Umwidmung von landwirtschaftlich genutzten Bodenflächen in Bauland sowohl die dadurch in aller Regel eintretende Steigerung des Bodenwerts betroffener Flächen als auch den Erlös bzw. Mehrerlös, der sich beim Verkauf solcher Flächen erzielen lässt.

## Herkunft und Bedeutung
Der Begriff fünfte Fruchtfolge bezieht sich auf die „vier Fruchtfolgen“ der früheren Vierfelderwirtschaft in der Landwirtschaft; er beschreibt in ironischer Weise den Verkauf von zu Bauland umgewidmeten, vormaligen landwirtschaftlichen Flächen als „fünfte Fruchtfolge (Ernte)“ des Landwirts bzw. Grundstücksverkäufers. Dabei wird oft die Bezeichnung „Ackerland“ mit „landwirtschaftlich genutzten Bodenflächen“ gleichgesetzt.
Ausgangspunkt für die Bezeichnung als goldenen Fruchtfolge ist die bei Umwidmungen von Acker- zu Bauland in aller Regel auftretende, deutliche und teils auch exorbitante Wertsteigerung der davon betroffenen Grundstücke. Der am Immobilienmarkt erzielbare Bodenpreis für Bauland, der üblicherweise als Quadratmeterpreis angegeben wird, beträgt meist ein Vielfaches des Preises für landwirtschaftlich genutzte Bodenflächen; Wertsteigerungen von mehreren Tausend bis mehreren Zehntausend Prozent sind nicht selten.
Die Redewendung steht im Zusammenhang mit der Entstehung von Trabantenstädten und -siedlungen, zu denen es in den 1960er- und 1970er-Jahren unter den Wachstumsschüben der entstandenen Wirtschaftswunder-Gesellschaft kam, sowie mit Bebauungen im „Speckgürtel“ der Städte und Gemeinden. Außerdem kommt der Begriff vor im Zusammenhang mit Wohnungs- und Siedlungsbau im Zuge der „Stadt-Land-Flucht“ sowie bei Schaffung von großflächigen Einzelhandels- und Gewerbebetrieben, die innerhalb der Stadtkerne kaum mehr möglich sind. All diese Bebauungen entstanden und entstehen oft „auf der grünen Wiese“, das heißt auf Bodenflächen, die zuvor nicht zum Siedlungsbereich der Stadt oder der Gemeinde gehörten und meist landwirtschaftlich genutzt wurden.
Im weiteren Sinne werden mit der Redewendung auch solche Handlungen und Entscheidungen von Dritten bezeichnet, die in vergleichbarer Weise eine einseitig begünstigende Wirkung entfalten. Der Begriff ist negativ konnotiert und wird gebraucht, wenn jemand infolge einer Handlung eines Dritten einen erheblich größeren Vorteil bzw. Gewinn als normalerweise üblich einstreichen kann, ohne dass er dafür eine konkrete Gegenleistung erbringt.

## Beispiele für die Begriffsverwendung
- Der Arbeitsausschuss des Evangelischen Kirchbautages charakterisierte im Jahr 1971 in einer Veröffentlichung bestimmte städtebauliche Fehlentwicklungen im Massenwohnungsbau unter anderem mit der Formulierung: „Darum sind die neuen ‚sozialen‘ Wohnviertel am äußersten Stadtrand als ‚fünfte Fruchtfolge‘ auf kahlen Äckern gewachsen.“[3]
- Bei einer Debatte im Deutschen Bundestag im Jahr 1983 tätigte der SPD-Abgeordnete Norbert Gansel den Ausruf „Das ist die fünfte Fruchtfolge!“ und benutzte damit die Redewendung als politisches Schlagwort, um in einer agrarpolitischen Auseinandersetzung die abweichende Auffassung der damals der Opposition angehörenden Bundestagsfraktion der Grünen zu kritisieren.[4]
- Der Spiegel titelte 1995 einen Artikel über die Treuhandanstalt mit „Fünfte Fruchtfolge“ und schrieb darin unter anderem, dass der „Bund“ bei der geplanten Umwidmung von Grundstücksflächen „im Osten“ (d. h. in der ehemaligen DDR) zum „Millionen-“ bzw. „Milliarden-Bauern“ werden würde bzw. könne:[5]

„Wenn daraus Bauland wird, steigt der Wert von 50 Pfennig auf bis zu 150 Mark – Kenner nennen das ‚die fünfte Fruchtfolge‘.“

- In einem Zeitschriften-Artikel aus dem Jahr 1997 über den Weinanbau im sächsischen Weinbaugebiet sowie insbesondere über die Hobbywinzer im Elbtal rund um Dresden heißt es unter anderem: „Arg gelitten hat der Elbwein, als die Reblaus kam und dem Weinbau ein Ende bereitete. Viele Winzer tauschten nach dem Desaster die Plackerei an den steilen Hängen und die ewige Furcht vor dem Frost (der übrigens auch dieses Jahr wieder zuschlug und den Traum auf reichhaltige Ernte zerstörte) mit leichterem Reichtum: Sie wählten die ‚fünfte Fruchtfolge‘ und verkauften, vor allem in Dresden, ihre Grundstücke in bester Lage.“[6]
- Der deutsche Wirtschaftswissenschaftler Dirk Löhr umschrieb mit dem Begriff in seinem Fachaufsatz Die neue Landnahme – Patente als virtueller Grundbesitz, der 2009 in der Zeitschrift für Sozialökonomie veröffentlicht wurde, die Ziele von allgemein auf Planungsabläufe einwirkenden Grundstückseigentümern wie folgt: „Daher versuchen die Grundstückseigentümer auch permanent, auf die Planungsinstanzen entsprechend Einfluss zu nehmen (keine Planungsneutralität, Hinwirken auf die ‚fünfte Fruchtfolge‘).“[7]